# U-ahan ga
U-ahan ga (우아한 가?; lett. "Una famiglia elegante"), anche nota con il titolo internazionale Graceful Family, è una serie televisiva sudcoreana trasmessa su MBN e Dramax dal 21 agosto al 17 ottobre 2019.
È stata ben ricevuta dal pubblico sia coreano che straniero e ha raggiunto l'8,5% di share, detenendo il record di serie TV più vista di sempre del canale MBN finché non è stata superata da Bossam - Unmyeong-eul humchida nel 2021.

## Trama
Mo Seok-hee è l'unica figlia femmina dei proprietari del chaebol MC Group, costretta dal padre a trasferirsi negli Stati Uniti da adolescente quando sua madre venne assassinata. Quindici anni dopo, però, torna in Corea del Sud per stare vicina al nonno in coma, nonostante i tentativi dei suoi familiari di impedirglielo. In città conosce l'avvocato squattrinato Heo Yoon-do, la cui madre, un tempo governante della famiglia Mo, venne accusata dell'omicidio della madre di Seok-hee. Convinti che sia stata incastrata, Seok-hee e Yoon-do si alleano per svelare la verità e aiutare la ragazza a ottenere il suo legittimo posto nell'MC Group.

## Personaggi e interpreti
- Mo Seok-hee, interpretata da Im Soo-hyang e Shin Soo-yeon (da adolescente)
- Heo Yoon-do, interpretato da Lee Jang-woo
- Han Je-gook, interpretata da Bae Jong-ok